# Verona
|  | Per a altres significats, vegeu «Verona (desambiguació)». |

Verona és una ciutat del Vèneto a Itàlia, capital de la província de Verona, amb 260.000 habitants. És a la riba del riu Adige (antic Athesis), al peu del Lessini, a l'entrada de la plana d'un dels passos més importants dels Alps, el del Brenner. El nucli antic conserva un aspecte medieval i és a l'oest del riu. El seu nom podria derivar del protocelta "Var" o "Ver" que vol dir font. Verona és una ciutat monumental i alhora amb molt d'encant per al visitant. Compta amb el tercer amfiteatre romà més gran del món, l'Arena di Verona, així com algunes de les places més belles del Vèneto. És mundialment famosa per ser la ciutat on se situa la tragèdia de Shakespeare Romeu i Julieta. L'any 2000 fou declarada Patrimoni de la Humanitat per la UNESCO.

## Història

### Edat antiga
Ciutat celta, va pertànyer als cenomans que segurament la van arrabassar als eugans (segons Titus Livi). Plini assigna la ciutat als recis i als eugans. Va passar als romans però no se sap quan va ser exactament (vers el principi del segle iii aC). Durant la guerra dels gals, el 225 aC, quan els ínsubres i els bois van combatre Roma, cenomans i vènets van fer aliança amb la república i van aportar una força de vint mil homes. També van ajudar Roma després de la batalla de Cannes el 216 aC.

#### Època romana
Se sap que el 89 aC fou establerta la colònia romana en virtut de la Lex Pompeia. La zona produïa vi i pomes i abundància d'espelta, i fou un nus de comunicacions. Mari va derrotar els cimbris a Campi Raudii, a la vora de Verona. El 49 aC fou declarada municipi.
Per la seva condició de punt de comunicacions fou escenari d'algunes lluites: Vespasià i Vitel·li (69), Marc Juli Filip i Deci (249), Carí i Sabí Julià (283), i finalment entre Constantí el Gran i Rurici Pompeià (312) quan el primer la va assetjar en la seva marxa de la Gàl·lia a Roma i fou defensada obstinadament pel segon (Ruricius Pompeianus) durant mesos fins que es va haver de rendir.
Les muralles foren reconstruïdes en temps de l'emperador Galiè el 265. El 403 Alaric I rei dels visigots, procedent de Dalmàcia, es va establir a Verona, però en fou expulsat pel general Estilicó en la batalla de Verona. El 452 va passar per la regió Àtila, i el Papa Lleó I el va anar a trobar a Salionze sul Mincio, després del qual el cap dels huns es va retirar a Panònia.
També a la rodalia fou derrotat Odoacre, cap dels hèruls i turcilingis, per l'ostrogot Teodoric el 489. Aquest (493-526) la va convertir en una de les seves residències i virtual capital del regne.
Fou lloc de residència de Càtul si bé una vila anomenada Vila de Càtul al llac de Garda no està establert que fos realment la seva residència. La ciutat s'atribueix el naixement de Plini el vell que li disputa Como.
Es conserva d'aquesta època l'amfiteatre (Arena de Verona) que no és tan gran com el coliseu però està millor conservat. També es conserva el teatre, en un turó proper on hi ha el castell de San Pietro. Les restes del fòrum són prop de la Plaça delle Erbe. La destrucció del teatre, ja en ruïnes, fou autoritzada per Berenguer I d'Itàlia el 895 i 913.
El cristianisme va entrar a la ciutat al segle iii i es va desenvolupar al segle iv. Les primeres heretgies van tenir a Verona com un dels seus escenaris: Arri, Fotí de Sírmium i Elvidi. Amb el bisbe Zenó (363-372) que fou després Sant Zenó, el catolicisme es va imposar.
Després de la mort de Teodoric (526) els romans d'Orient amb un exèrcit reduït dirigit pel general Narses, van ocupar Verona i fins a Brèscia, però el seu domini fou curt.

### Edat mitjana
Els llombards dirigits pel rei Alboí van ocupar la ciutat el 568, la qual van fortificar, i la van conservar fins a la conquesta dels francs el 774. Una gran boda es va celebrar a Verona entre el rei Autari i Teudelinda. El 774 el darrer rei llombard Desideri d'Ístria fou derrotat per Carlemany. La filla del rei, Ermengarda fou repudiada pel rei franc. Com a part de l'imperi carolingi fou part del regne d'Itàlia (843) i Pipí I, fill de Carlemany, que va viure un cert temps a l'abadia de Sant Zenó, fou enterrat a Verona. Fou llavors que es va construir l'anomenada basílica de San Zenó sobre les restes d'una església antiga on reposaven les restes del sant.
A finals del segle ix o principis del X el territori fou unit a la marca de Baviera i després a la marca de Caríntia. A mitjan segle els reis emperadors van concedir el territori de Verona com una marca frontera als ducs de Baviera, és a dir un comtat fronterer amb títol de marquesat (marca de Verona), el qual fou domini d'Enric I de Saxònia (952-955) i després a Enric II de Baviera (955-975). Les corones d'Itàlia i Germània van quedar unides el 961. Al segle X el poder del bisbe s'incrementà, destacant el bisbe Rateri.e
Després del 975 va esdevenir comuna però dependent de l'imperi i com en altres llocs els güelfs i gibel·lins es van disputar el poder. A Verona foren les famílies dels San Bonifàzio (güelfs) i Montecchi (gibel·lins) que van lluitar al segle xi. Del 1061 al 1074 fou dominada pel duc Hermann de Zähringen. Vers el 1100 va passar als dominis de Matilde de Canossa fins a la seva mort el 1115 en què va llegar els seus estats a l'església però la comuna va romandre activa i el 1136 es va establir formalment el govern dels cònsols.
El govern va estar sempre en mans d'una dotzena de famílies de l'oligarquia local. Al govern col·legiat dels cònsols va substituir el govern del "rettore" i després el del podestà. Abans del 1164 l'emperador Frederic I Barba-roja que aspirava al domini d'Itàlia, tenia com a objectiu Verona i altres comunes de Llombardia i nord d'Itàlia. Quan l'emperador retornava, va patir alguns atacs i va acusar als veronesos als que va reclamar un fort rescat a canvi del perdó. El 1164 la ciutat es va revoltar i es va formar la Lliga veronesa, a la que van adherir Vicenza, Pàdua i Treviso. La lliga va dominar Verona. El 1167 la Lliga es va unir a la Lliga Llombarda i amb aquest nom va governar a Verona. Frederic, a la seva cinquena expedició a Itàlia, va intentar l'atac a la Lliga i es va lliurar la batalla de Legnano. Frederic va evitar passar després pels territoris de la lliga i va acabar reconeixent l'autonomia comunal per la pau de Constança el 1183. La processió del Carroccio de Verona, un símbol de la derrota imperial, derivà d'aquests fets i va subsistir fins al 1583. Del 1181 al 1185 el Papa va residir a la ciutat i el 1184 s'hi va celebrar un sínode i fou seu del conclave que va anomenar al Papa Urbà III en morir el papa Luci III, enterrat a Verona. El nou Papa va voler excomunicar a l'emperador però fou dissuadit pels veronesos, que tenien por d'una altra vinguda de l'emperador, i van expulsar al Papa a Ferrara. Una guerra civil entre famílies pel control de la ciutat es va produir el 1205 però al cap d'un temps les famílies van acordar la pau.
L'hegemonia dels güelfs i la Lliga sobre Verona va durar fins al 1232, en què (després de dos anys de guerra) va caure en mans del gibelí Ezzelino di Romano, que va deposar el podestà de la lliga i va nomenar al seu lloc a Joan de Sehio (1233-1236) i es va declarar lleial a l'emperador amb ajut del qual va conquerir Vicenza, Pàdua i Trento i més tard altres comunes que va governar fins al 1259.

#### Domini dels della Scala
Revoltats els güelfs des del 1247 amb Rizzardo San Bonifàzio (1247-1253), i després amb Lluís San Bonifàzio (1253-1263), va prendre el poder Mastino I della Scala, el podestà i cap gibel·lí, germà del bisbe de Verona Manfred della Scala. Mastino I fou senyor de la ciutat (1260) i va derrotar a Lluís el 1263. El va succeir el seu germà Albert I della Scala (1277-1301) i a aquest els seus fills Bartolomeo I della Scala (1301-1304) Alboí della Scala (1304-1311) i Cangrande I della Scala (1311-1329). A la mort d'Alboi I el va succeir el seu fill Albert II della Scala (1311-1352) junt amb Cangrande I, que va morir el 1329 i llavors Albert II va associar al seu germà Mastino II della Scala (1329-1351).
Mastino va continuar la política d'expansió de Cangrande, i malgrat l'oposició de Joan de Bohèmia, el 1332 va capturar Brescia, i el 1335 Reggio Emilia, Parma i Lucca.

Territori dels Della Scala en 1336

L'expansionisme dels dos germans van acabar per molestar la República de Venècia, que, espantada per l'empenta de Verona cap a Chioggia, va formar una Lliga Antiscaligera amb la República de Florència, a la qual es van unir el Senyoriu de Milà, Màntua i Ferrara el 1337. El conflicte es va acabar el 24 de gener de 1339 amb el tractat de pau mediat per Lluís I Gonzaga i va fer perdre als della Scala la majoria dels seus guanys recents: Venècia va conservar Treviso, el senyoriu de Carrara sobre Pàdua es va confirmar amb l'addició de Bassano i Castelbaldo, i Florència va rebre les ciutats de Buggiano, Pescia, Altopascio i Colle, però Lucca va romandre en mans veroneses. Com que Venècia no tenia cap interès a debilitar massa els della Scala en benefici dels Visconti, se'ls va permetre retenir Vicenza.
A la mort d'Albert II el 1352 el va succeir el seu nebot (ja abans associat) Cangrande II della Scala (1352-1359) amb una curta usurpació de son germà bastard Fregnano della Scala (unes hores el 1354). Cangrande II fou assassinat per son germà Cansignoro della Scala que el va succeir (1359-1375) i va associar al seu germà Pau Alboí della Scala (1359-1365) al que després va empresonar per facilitar la successió als seus bastards. A la mort de Cansignoro el van succeir els seus dos fills naturals Bartolomeo II della Scala (1375-1381) i Antoni I della Scala (1375-1387, associat 1375-1381) i finalment el darrer i el seu fill Canfrancesco della Scala, foren deposats el 18 d'octubre de 1387 durant la guerra contra el senyor de Pàdua, Francesc Novello de Carrara, per Joan Galeàs Visconti, senyor de Milà, que va ocupar les dues ciutats.
Antoni morí a l'exili el 1388 i Canfrancesco morí a l'exili el 1392. Guillem della Scala, fill natural de Cangrande II i els seus fills Brunoro della Scala i Antoni II della Scala van ocupar el poder breument el 1404 però Francesc Novello de Carrara va entrar a la ciutat i es va proclamar senyor, però fou un govern breu.

#### Dominació veneciana
Els venecians no van tardar a posar setge a Verona i Francesc Novello de Carrara va haver de fugir cap a Castelvecchio; els veronesos van proclamar capità del poble a Pietro di Sacco que va negociar amb una ambaixada de laRepública de Venècia dirigida per Gabriele Emo i Jacopo dal Verme, i es va acordar l'entrada de tres companyies venecianes. Es va atorgar a Verona una certa autonomia amb un podestà, i altres privilegis confirmats per una "ducal amb bola d'or" de 16 de juliol de 1405. L'entrada dels venecians a la ciutat es va fer el 23 de juny de 1405 i el mateix Pietro di Sacco va fer el jurament de fidelitat perpetu. La milícia dirigida per Jacobo dal Verme va prendre possessió de la ciutat el 24 de juny de 1405. Els ambaixadors veronesos van tornar de Venècia amb el lleó de Sant Marc el 26 de juliol de 1405 portant també la ducal amb bola d'or. El 2 d'agost el gonfanó de Verona fou portat des de la piazza delle Erbe amb Carroccio fins a Sant Zenó, i des de llavors el 24 de juny se celebra una processó que va del Duomo a San Giovanni in Valle.

### Edat moderna
El 1509 la ciutat, d'acord amb Venècia, es va sotmetre voluntàriament a l'emperador Maximilià I del Sacre Imperi Romanogermànic fins al 1516 que va tornar a Venècia. En aquests anys 13000 persones van morir a la ciutat per l'ocupació i per la pesta (1511-1512). El 1516 els venecians van assetjar la ciutat i pel tractat de Brussel·les del 3 de desembre de 1516 l'emperador va renunciar a la ciutat en favor del seu nebot Carles V, el qual la va renunciar a favor de França (1517) que el mateix any la van entregar a Venècia. Fou fortificada i els anys de govern dels venecians foren de pau i progrés per la ciutat amb desenvolupament econòmic, artístic i cultural. Destaca l'aportació de l'arquitecte Miguel Sammicheli. La població va passar de 25.000 habitants el 1512 (després de la pesta) a més de 50.000 persones el 1750 (amb una caiguda altra vegada cap als 20.000 després de la pesta del 1630).

### Edat contemporània
El 1796 Venècia va proclamar la neutralitat en la guerra, però Verona (com altres ciutats) fou ocupada pels francesos i recuperada pels austríacs i altre cop conquerida pels francesos. En la seva regió es van lliurar les importants batalles de Rivoli i d'Arcole; el 17 d'abril de 1797 es van produir les Pasqües veroneses, en què el poble es va revoltar i va fer una matança de francesos al crit de "visca sant Marc". Els francesos van estar assetjats una setmana als seus quarters, però una vegada dominada la revolta la repressió fou molt dura. El Tractat de Campo Formio la va cedir a Àustria el 1798 però el 1801 la pau de Luneville va dividir el territori veronès i la ciutat de Verona pel riu Adige i durant 4 anys fou una ciutat dividida entre austríacs i francesos.
El 1805 fou integrada al Regne napoleònic d'Itàlia fins que el maig de 1814 va tornar a Àustria (els francesos van destruir les seves fortificacions abans de marxar) i formà part del regne llombard-venecià on fou un dels vèrtexs de l'anomenat "quadrilatero", un sistema defensiu basat en les fortificacions existents o construïdes a Verona, Màntua, Villafranca i Peschiera. El 1822 (octubre a desembre) fou la seu de l'anomenat congrés de Verona, que fou el congrés de la Santa Aliança (Àustria, Rússia, Prússia, Anglaterra, Sardenya, Toscana, Nàpols, Mòdena i Parma). Els carbonaris van tenir molts adeptes a la ciutat i el 1850 es va crear un comitè revolucionari dirigit per Carlo Montanari que fou durament reprimit (una part dels detinguts foren afusellats a Belfiore i són coneguts com els màrtirs de Belfiore). La guerra entre Itàlia i Àustria va tenir el 1848 aquestes terres com a principal teatre, destacant Peschiera, Pastrengo, Rivoli, Santa Lucia i Custoza. En la guerra de 1859 a 1861 els escenaris destacats foren San Martino i Solferino (on va néixer la creu roja internacional), i va seguir l'armistici de Villafranca; i finalment durant la Tercera guerra de la independència italiana el 1866 la batalla de Custoza; després de la guerra els austríacs la van cedir a Itàlia (1866). Els italians van entrar a la ciutat el 16 d'octubre de 1866 i el 21 i 22 d'octubre es va fer el plebiscit d'unió amb 88.864 vots a favor i només 2 en contra.
Durant la Primera Guerra Mundial va patir molt pocs atacs, esmentant només un atac aeri que va deixar uns quants morts a la Piazza della Erbe.
Del 1942 al 1943 va patir els bombardejos aliats. Del 1943 al 1945 va ser ocupada pels alemanys dins la República de Salò (ciutat no lluny de Verona que era la ciutat important més propera a Salò) i s'hi va fer el 1944 l'anomenat procés de Verona contra els caps feixistes acusats de la caiguda del règim, en el qual cinc caps feixistes foren afusellats (incloent-hi el comte Ciano)

## Cultura
Verona ha estat declarada per la Unesco, ciutat Patrimoni de la humanitat, a causa de la importància i el valor dels seus edificis històrics. Segons la pàgina web de la UNESCO, representa un «exemple excel·lent d'una fortalesa militar», destacant que «ha conservat un destacat nombre de monuments de l'antiguitat, els períodes medieval i renaixentista».

## Fills il·lustres
- Ugo Amaldi (1875-1957), matemàtic
- Paolo Bellasio (1554-1594), madrigalista i organista
- Gabriele Bianchi (1901-1972), compositor i pianista
- Giuseppe Gazola (1661-1715), metge
- Michele Pesenti (1455-1528), compositor llaütista i madrigalista
- Vincenzo Ruffo (1510-1587) madrigalista
- Bernardino Tonini (1668-1727) compositor
- Giuseppe Torelli (1660-1708) violinista i compositor
- Antonio Veretti (1900-1978), compositor i crític musical

## Ciutats agermanades
- Pula - Croàcia
- Nimes - França
- Múnic - Alemanya
- Salzburg - Àustria
- Betlem - Palestina

## Galeria d'imatges

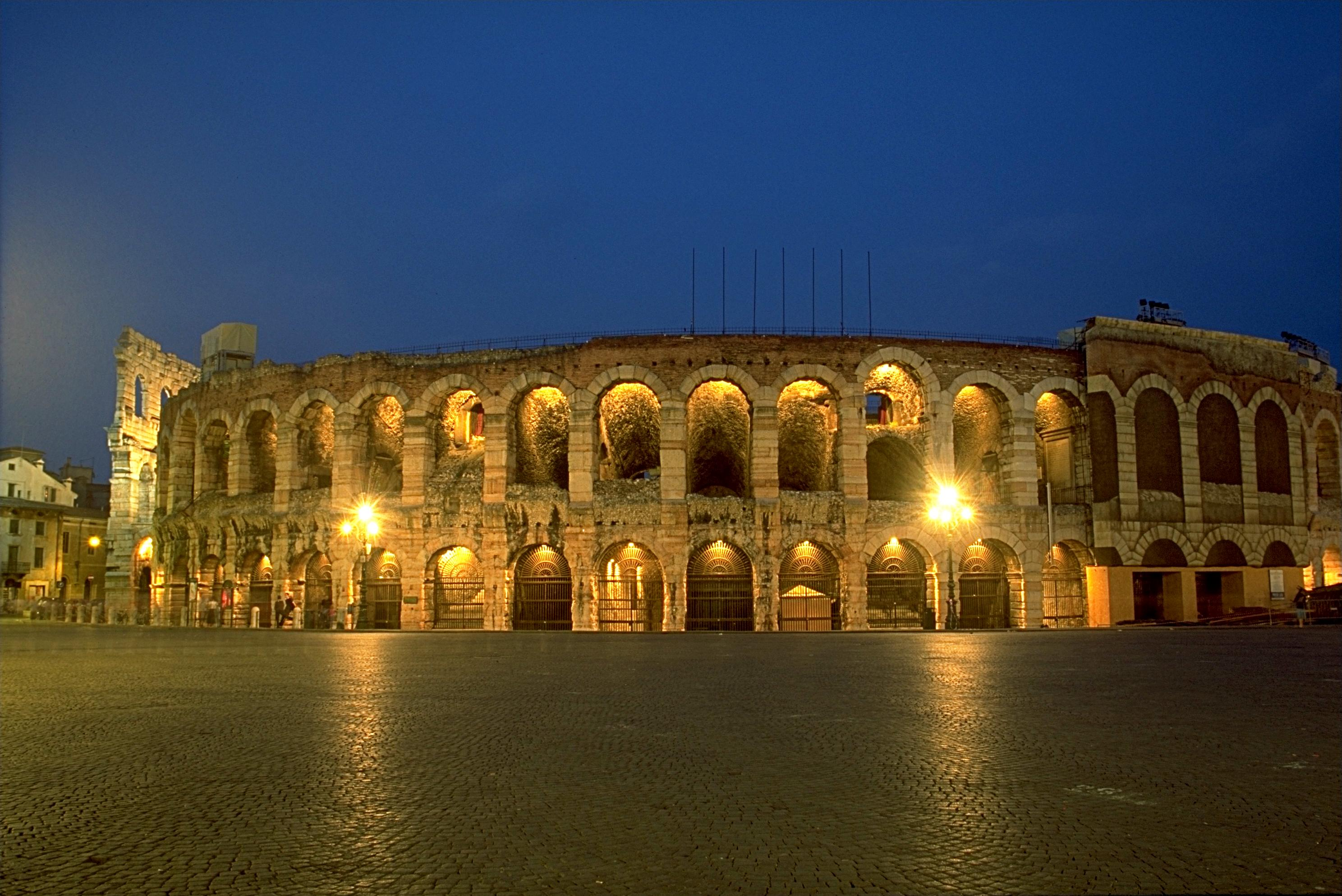
Vista nocturna de l'Arena.
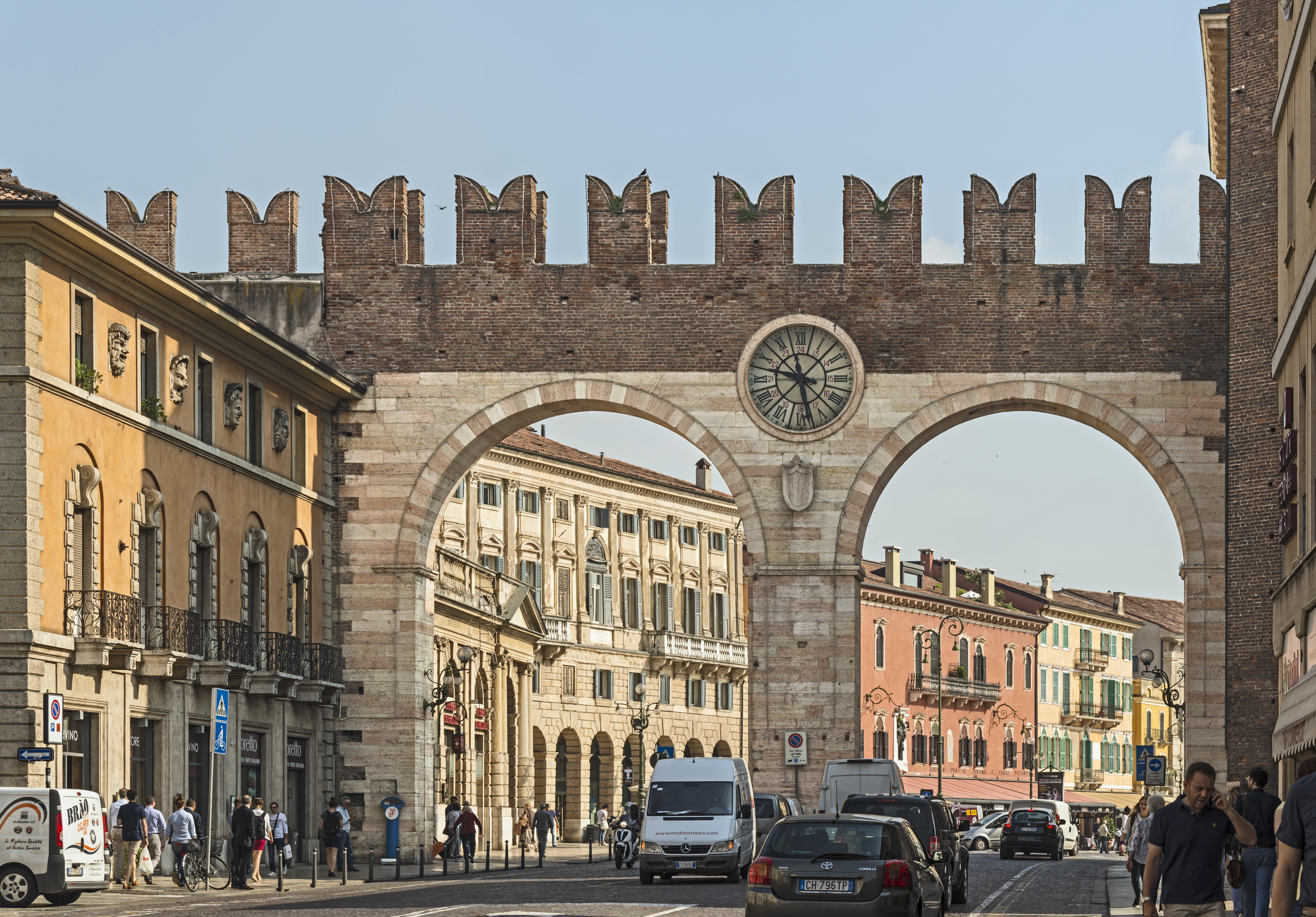
Imatge de la porta de Verona.
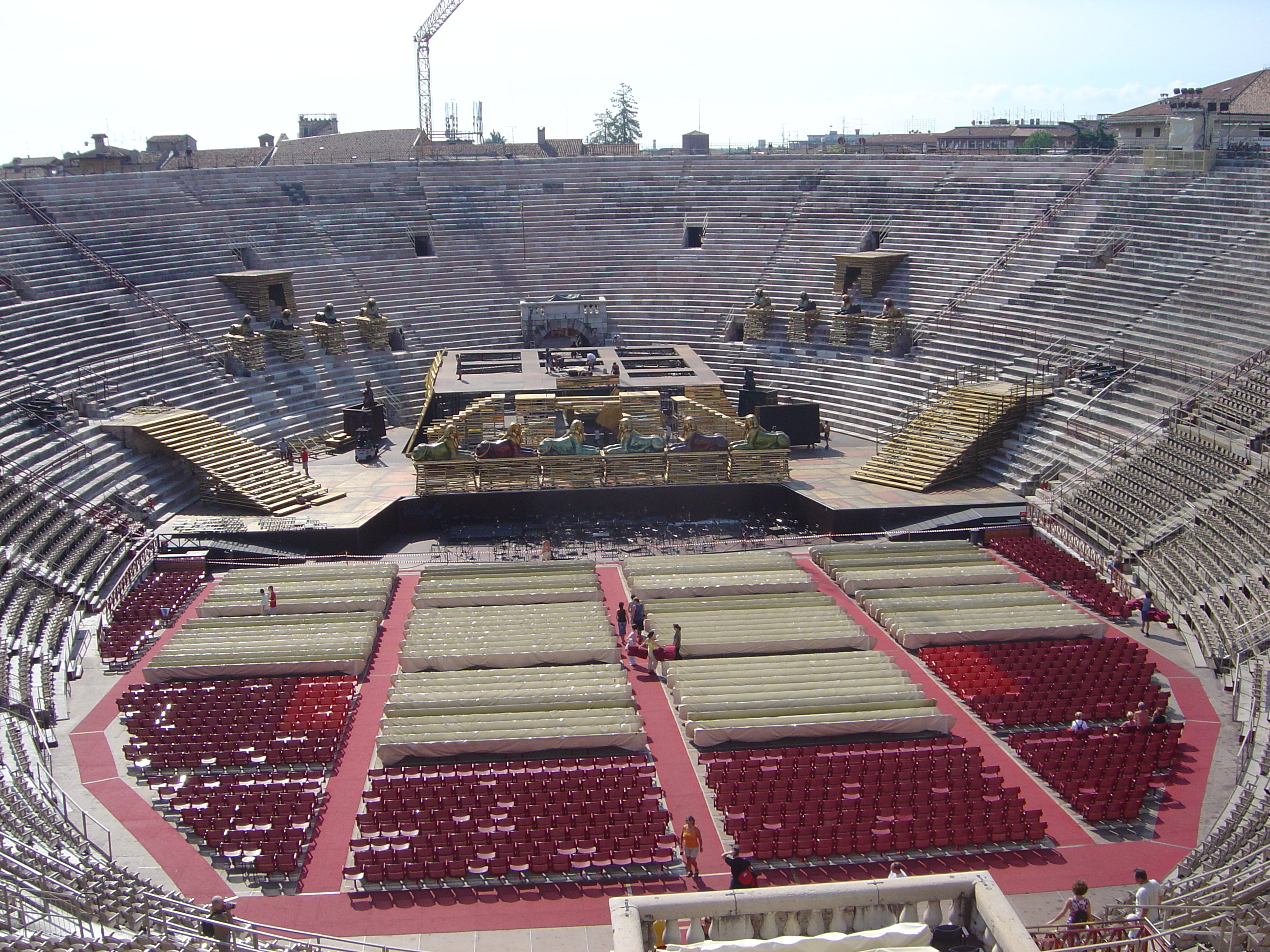
Interior de l'Arena preparada per a un concert d'Òpera
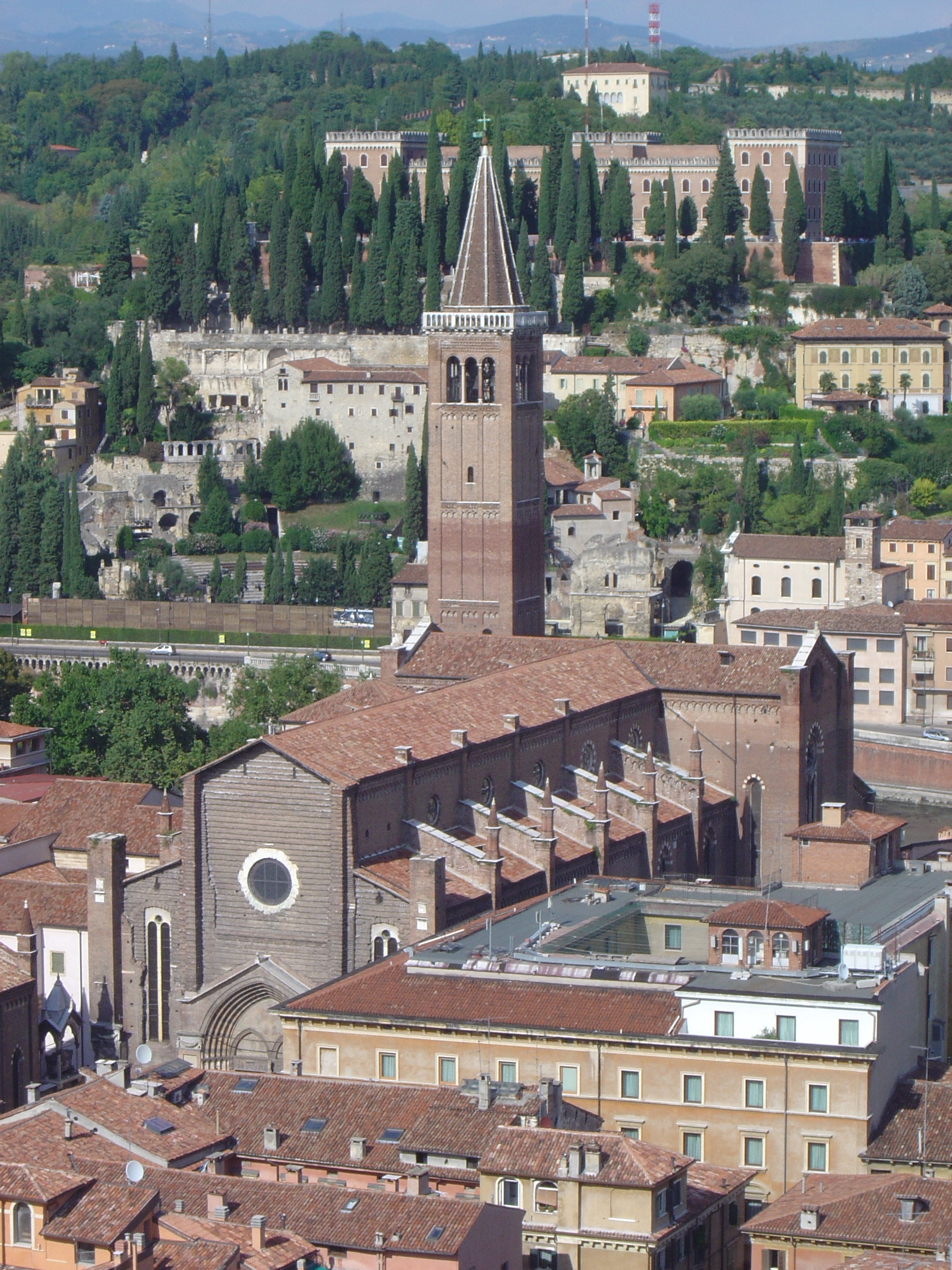
La torre Lamberti
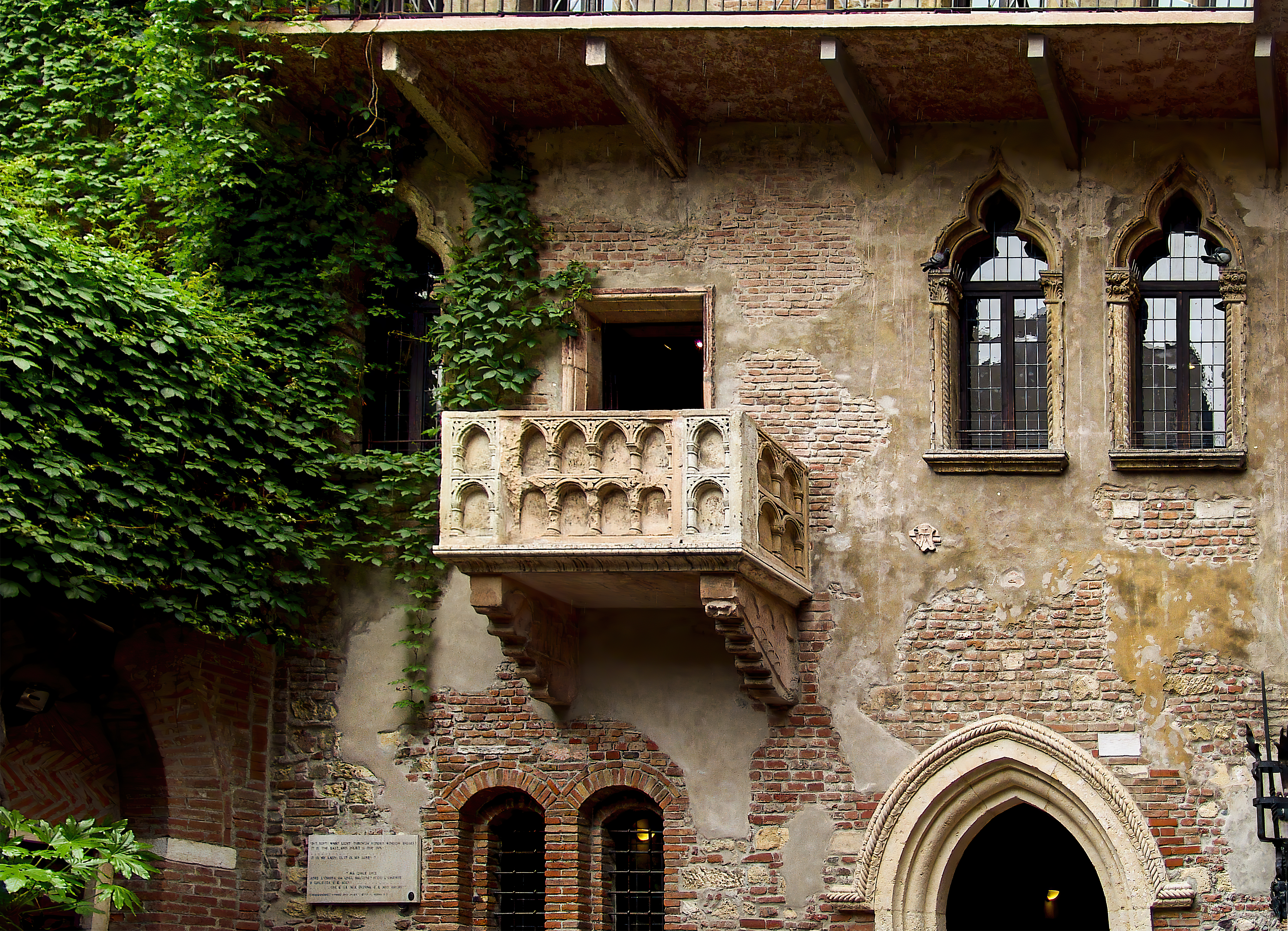
El balcó de Julieta